# 玉の木原水芭蕉群生地
玉の木原水芭蕉群生地（たまのきはらみずばしょうぐんせいち）は、宮城県刈田郡七ヶ宿町にあり、水芭蕉が群生する湿原林。

## 概要
国道113号線沿いで、山形県との県境に位置する約3.5haの面積に、4月中旬から5月上旬にかけて、ハンノキの根元に約10万株の水芭蕉群を見ることができる。

## 所在地
- 宮城県刈田郡七ヶ宿町蟹川

## アクセス
- 東北道・白石ICから車で40分[2]

## 近隣の名所・旧跡・観光スポット
- 長老湖
- 滑津大滝
- 不忘山